# مارکوس میلینکوسکی
مارکوس میلینکوسکی (انگلیسی: Marcus Mlynikowski؛ زادهٔ ۶ ژوئیهٔ ۱۹۹۲) بازیکن فوتبال اهل آلمان است.
از باشگاه‌هایی که در آن بازی کرده‌است می‌توان به اشپورت فقاند زیگن، باشگاه فوتبال یونیون برلین، و باشگاه ورزشی وردر برمن اشاره کرد.
وی همچنین در تیم ملی فوتبال جوانان آلمان بازی کرده‌است.